# NGC 17
NGC 17 je spiralna galaksija v ozvezdju Kita. Njen navidezni sij je 15,25m. Od Sonca je oddaljena približno 77,1 milijonov parsekov, oziroma 251,47 milijonov svetlobnih let.
Galaksijo sta odkrila Frank Muller in Lewis A. Swift 21. novembra 1886, zato je dobila tudi kataloško številko NGC 34.